# Покровського лісоучастка
Покровського лісоучастка (рос. Покровского лесоучастка) — селище у Петушинському районі Владимирської області Російської Федерації.
Входить до складу муніципального утворення Нагорне сільське поселення. Населення становить 105 осіб (2010).

## Історія
Населений пункт розташований на землях фіно-угорського народу мещери.
Від 12 липня 1929 року належить до Петушинського району, утвореного спочатку у складі Орєхо-Зуєвського округу Московської області.
Згідно із законом від 13 жовтня 2004 року входить до складу муніципального утворення Нагорне сільське поселення.

## Населення
| 2002 | 2010 |
| ---- | ---- |
| 193  | ↘105 |